# Kodaganur, Davanagere
Kodaganur là một làng thuộc tehsil Davanagere, huyện Davanagere, bang Karnataka, Ấn Độ.